# Franz Mair (Widerstandskämpfer)
Franz Josef Maria Mair (* 29. Oktober 1910 in Niederndorf; † 6. Mai 1945 in Innsbruck) war Gymnasialprofessor und Widerstandskämpfer.

## Leben
Franz Mair war drittes von vier Kindern des Gendarmeriebezirksinspektors Johann Mair und der Berta Kollmann. Er besuchte das Akademische Gymnasium Innsbruck, an welchem er im Jahr 1930 seine Matura ablegte. Nach seinem Studium für Anglistik und Germanistik an der Universität Innsbruck war er an dieser Schule als Lehrer tätig. Bei seinen Schülern war er sehr beliebt und wurde von ihnen „Englisch-Mair“ genannt; ihnen gegenüber äußerte er auch seine Abneigung gegenüber den Nationalsozialisten.
Während des NS-Regimes engagierte er sich im Widerstand. Er äußerte sich öffentlich gegen den Nationalsozialismus und entging nur knapp einem Todesurteil. Mair knüpfte Kontakte mit verschiedenen Widerstandsgruppen, darunter die Weiße Rose, und den Alliierten. Gegen Ende des Zweiten Weltkrieges gründete er mit ehemaligen Schülern (unter anderem Bert Breit) die Widerstandsvereinigung „Gruppe Franz Mair“. Er unterstützte Deserteure und versteckte einen französischen Agenten samt seiner Funkanlage bei einem Bauern in Ellbögen. 
Am 3. Mai 1945 wurde er bei der Verteidigung des Innsbrucker Landhauses bei einem Schusswechsel verwundet und erlag diesen Verletzungen am 6. Mai.  
Am 8. Mai 1946, dem ersten Jahrestag des Kriegsendes, enthüllte der damalige Landeshauptmann Alfons Weißgatterer am Alten Landhaus eine Gedenktafel, die an den österreichischen und Tiroler Widerstand und an Franz Mair erinnert.

## Gedenken

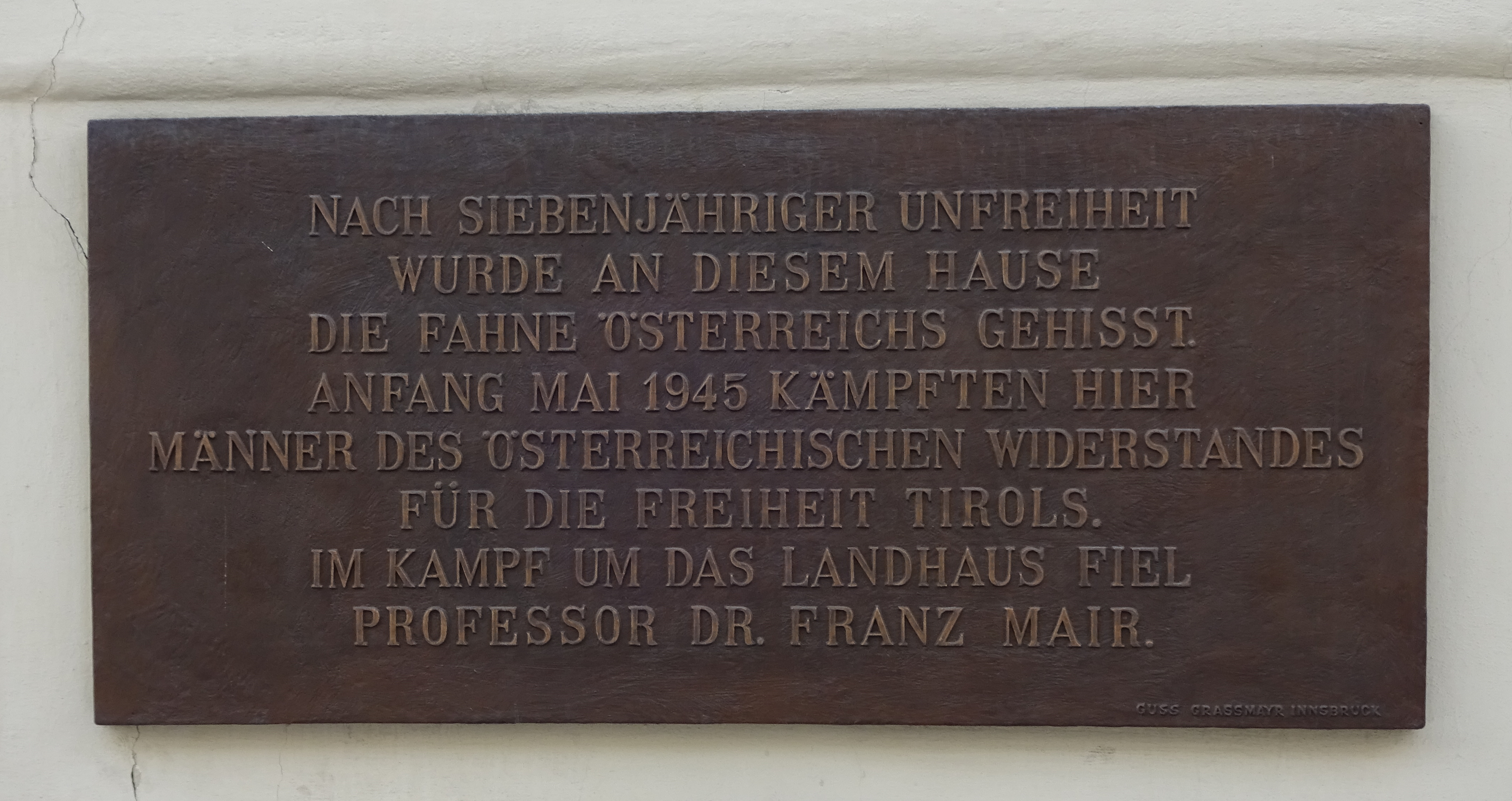
Gedenktafel am Alten Landhaus

An Mair erinnern heute die Prof.-Franz-Mair-Gasse vor dem Akademischen Gymnasium, eine Gedenktafel am Alten Landhaus sowie ein städtisches Ehrengrab auf dem Ostfriedhof.
Sein Name wurde auch auf dem Befreiungsdenkmal am Innsbrucker Eduard-Wallnöfer-Platz angebracht.